# Baeodiplosis tropicalis
Baeodiplosis tropicalis är en tvåvingeart som beskrevs av Jean-Jacques Kieffer 1913. Baeodiplosis tropicalis ingår i släktet Baeodiplosis och familjen gallmyggor.
Artens utbredningsområde är Tanzania. Inga underarter finns listade i Catalogue of Life.